# Heureux sont ceux qui du malheur
Pistes de Chœurs
Rien n'est plus redoutable que l'homme Éros
Heureux sont ceux qui du malheur est la dixième chanson de l'album Chœurs de Bertrand Cantat, Pascal Humbert, Bernard Falaise et Alexander MacSween conçu pour constituer les chœurs antiques de la trilogie « Des femmes » de Sophocle adaptée et mise en scène en 2011 par Wajdi Mouawad. Elle illustre Antigone, le second volet de la trilogie.

## Argument
L'oracle une fois encore s'accomplit et la famille des Labdacides sera à nouveau frappée de malheur : Antigone est prise sur le fait d'enterrer son frère Polynice, malgré l'interdit du roi Créon, son oncle. Sa sœur Ismène qui, par peur et par intérêt, avait refusé de participer au rituel, se joint finalement à Antigone pour partager son sort et la condamnation. Antigone refuse. Créon décide, par entêtement et pour ne pas montrer de faiblesse, de condamner à la réclusion les deux filles d'Œdipe finissant ainsi d'engager le processus qui aboutira rapidement à la mort de tous les membres de la lignée des Labdacides, y compris sa femme Eurydice et son fils Hémon.
Heureux sont ceux qui du malheur est issu du second stasimon d'Antigone,. Ce titre emprunte dans sa forme à celle du chant flamenco,, plus particulièrement au style seguiriya. La déclamation douloureuse, la scansion, et les paroles sont très proches des chants andalous.

## Musiciens ayant participé à la chanson
- Bertrand Cantat, chant, guitare, harmonica
- Pascal Humbert, basse, contrebasse
- Bernard Falaise, guitare
- Alexander MacSween, batterie, percussions